# Якоби, Лизель
Элизабет (Лизель) Якоби (в замужестве — Люксенбургер) (нем. Elisabeth (Liesel) Jakobi (Luxenburger), род. 28 февраля 1939, Саарбрюккен, Саар) — западногерманская легкоатлетка, выступавшая в прыжках в длину и беге на короткие дистанции. Чемпионка Европы 1958 года.

## Биография
Лизель Якоби родилась 28 февраля 1939 года в немецком городе Саарбрюккен.
Занималась лёгкой атлетикой в клубе АТСФ из Саарбрюккена. Четырежды становилась чемпионкой ФРГ по лёгкой атлетике в помещении: в 1958 и 1959 годах победила в прыжках в длину, в 1960 году — в беге на 50 метров, в 1963 году — в беге на 60 метров. Кроме того, на чемпионатах ФРГ в прыжках в длину один раз выигрывала серебряную (1959) и три раза бронзовые (1958, 1960, 1963) медали.
В 1958 году завоевала золотую медаль чемпионата Европы в Стокгольме, показав результат 6,14 метра, ставший рекордом турниров.
20 августа 1958 года за победу на чемпионате Европы удостоена главной спортивной награды ФРГ — Серебряного лаврового листа.

## Личный рекорд
- Прыжки в длину — 6,14 (22 августа 1958, Стокгольм)[1]